# Kari Laukkanen
Kari Laukkanen (* 14. Dezember 1963 in Pielavesi) ist ein ehemaliger finnischer Fußballtorwart, der nach dem Ende seiner aktiven Karriere ins Traineramt wechselte.

## Sportlicher Werdegang
Kari Laukkanen begann seine Spielerkarriere im Jahr 1982 beim finnischen Erstligisten Kuopion PS, bei dem er sich auf Anhieb einen Stammplatz erarbeiten konnte. 1986 wechselte Laukkanen, welcher bereits Torhüter der finnischen Fußballnationalmannschaft geworden war, zu Cercle Brügge. Nach nur einer Spielzeit verließ Laukkanen Cercle Brügge wieder in Richtung Kuopio, wechselte aber kurz darauf zu den Stuttgarter Kickers.
1988 gelang ihm mit den Stuttgarter Kickers der Aufstieg in die Fußball-Bundesliga. Laukkanen konnte sich in Stuttgart als Stammtorhüter behaupten. Im Anschluss wechselte Laukkanen für fünf Spielzeiten zum SV Waldhof Mannheim. Nach acht Jahren Profifußball in Deutschland zog es Laukkanen wieder in die finnische Liga zurück, wo er bei FinnPa seine letzte größere Station fand. Danach folgten nur mehr Gastspiele wie zum Beispiel beim Hangö IK oder bei Riihimäen Ilves, beides im Jahre 1999, ehe Laukkanen auch seine Karriere als Aktiver beendete.
Nach seiner aktiven Laufbahn war Laukkanen als Co-Trainer beim FC Honka Espoo sowie der finnischen U-18-Nationalmannschaft tätig. Danach übernahm er unter anderem das Amt des Cheftrainers beim Nurmijärven JS und war Torwarttrainer der finnischen U-21-Nationalelf. Beim Nurmijärven JS absolvierte er 2005 als 41-Jähriger auch ein offizielles Ligaspiel. 